# جزيرة أبو مرزوق
جزيرة أبو مرزوق هي إحدى الجزر الواقعة في البحر الأحمر، وتتبع منطقة مكة المكرمة غرب السعودية. تبلغ مساحة الجزيرة نحو 1,3 كم2 وتبعد عن الساحل بحوالي 0,20 ميل بحري.